# Палос

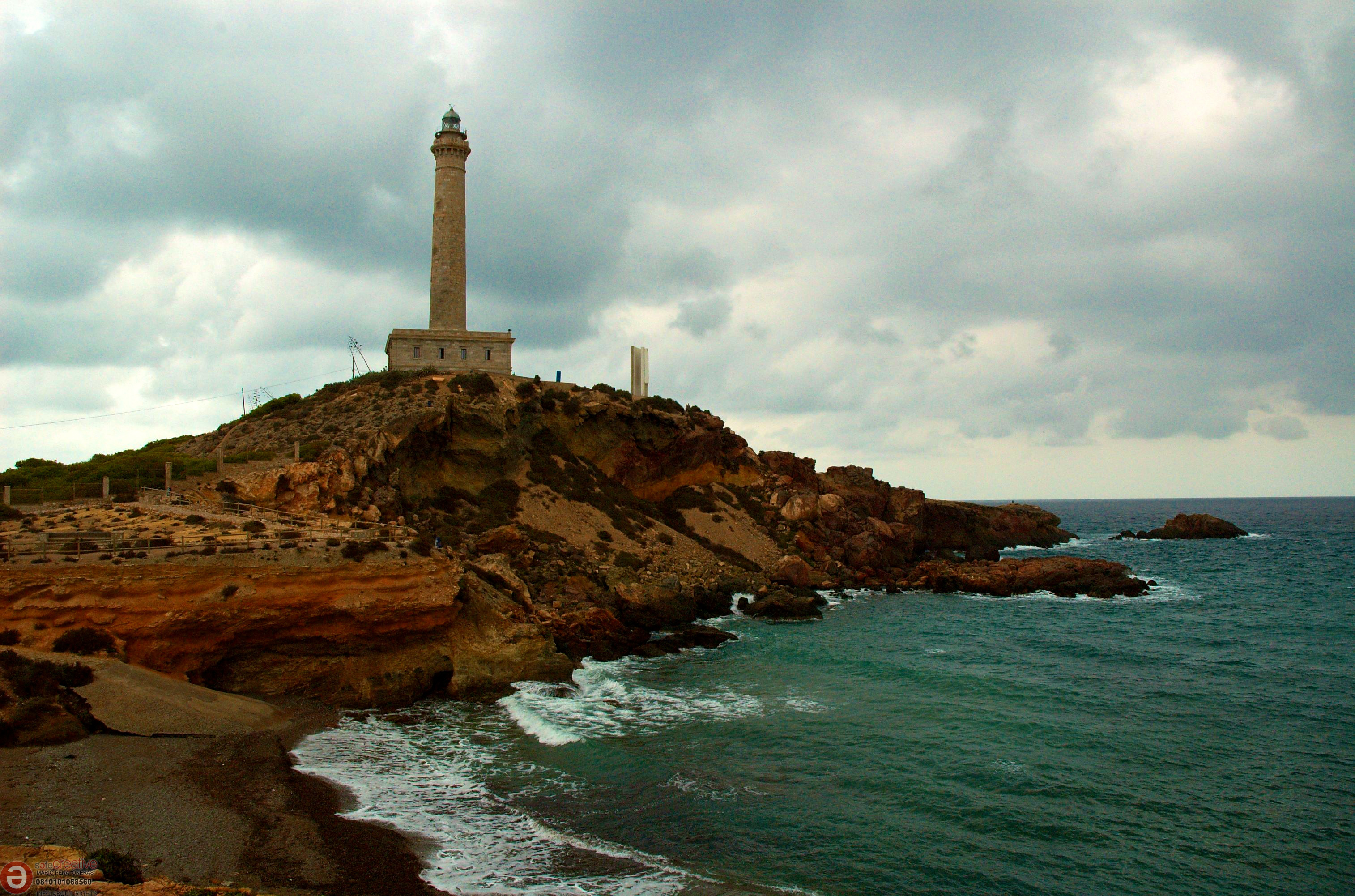
Маяк на мысе Палос.

Па́лос (исп. Cabo de Palos) — мыс в юго-восточной Испании.
Административно он относится к муниципалитету Картахена провинции Мурсия. Расположен Кабо-де-Палос к юго-востоку от самой большой лагуны Европы Мар-Менор и отделяющей её от Средиземного моря песчаной косы Ла-Манга.
Мыс скалистый, является одной из северных оконечностей системы Кордильера-Бетика. Хотя Палос — часть побережья Коста-Калида, одного из популярных мест для пляжного отдыха в Испании, однако, его берега каменные и обрывистые. Восточнее Палоса находятся острова Ормигас (Islas Hormigas), вместе с мысом включённые в морской резерват Кабо-де-Палос и Острова Ормигас (Cabo de Palos e Islas Hormigas), воды которого имеют большое биологическое разнообразие и имеют популярность у дайверов.
Ещё в античную эпоху, как сообщали Плиний Старший и Руф Фест Авиен, у мыса находился храм Баал-Хамона. Частью историков отождествляется с Прекрасным мысом, упоминаемом в договорах Рима и Карфагена. В XVI веке Филипп II построил здесь защитные сооружения от берберийских пиратов.
31 января 1865 года на вершине скалы был построен маяк.
Мыс известен двумя историческими морскими сражениями у него. Первое сражение произошло 19 июня 1815 года во время Второй Берберийской войны, второе — 5-6 марта 1938 года в Испанскую гражданскую войну.